# Lindig
Lindig ist eine Gemeinde im Süden des Saale-Holzland-Kreises und Teil der Verwaltungsgemeinschaft Südliches Saaletal.

## Geschichte
Lindig wurde 1368 erstmals urkundlich erwähnt. Der Ort kam im 14. Jahrhundert an die Wettiner und unterstand seit der Leipziger Teilung von 1485 dem ernestinischen Zweig. Nach weiteren Teilungen gehörte Lindig ab 1603 zum Herzogtum Sachsen-Altenburg und ab 1680 zum Herzogtum Sachsen-Gotha-Altenburg. 1827 kam der Ort zum Herzogtum Sachsen-Altenburg und gehörte zum Westkreis, der 1876 zum Verwaltungsbezirk Roda und 1900 zum Landratsamt Roda umgebildet wurde. Nach der Gründung des Landes Thüringen war Lindig eine Gemeinde im Landkreis Jena-Roda, der 1925 in Landkreis Stadtroda umbenannt wurde. In der DDR gehörte Lindig ab 1950 zum Kreis Jena, der ab 1952 Kreis Jena-Land hieß und zum Bezirk Gera gehörte. Nach der Wende gehörte der Landkreis Jena-Land wieder zu Thüringen und im Rahmen der Kreisreform 1994 kam Lindig zum Saale-Holzland-Kreis.
In der zweiten Hälfte des 18. Jahrhunderts befand sich im Ort eine Orgelwerkstatt. Der Werkstattgründer Justinus Ehrenfried Gerhardt, ein Schüler des berühmten sächsischen Orgelbauers Johann Gottfried Silbermann, war zugewandert und hatte eine Ortsansässige geheiratet. Doch bereits in der Enkel-Generation wurde der Standort aufgegeben und die Werkstatt nach Dorndorf verlegt.

### Einwohnerentwicklung

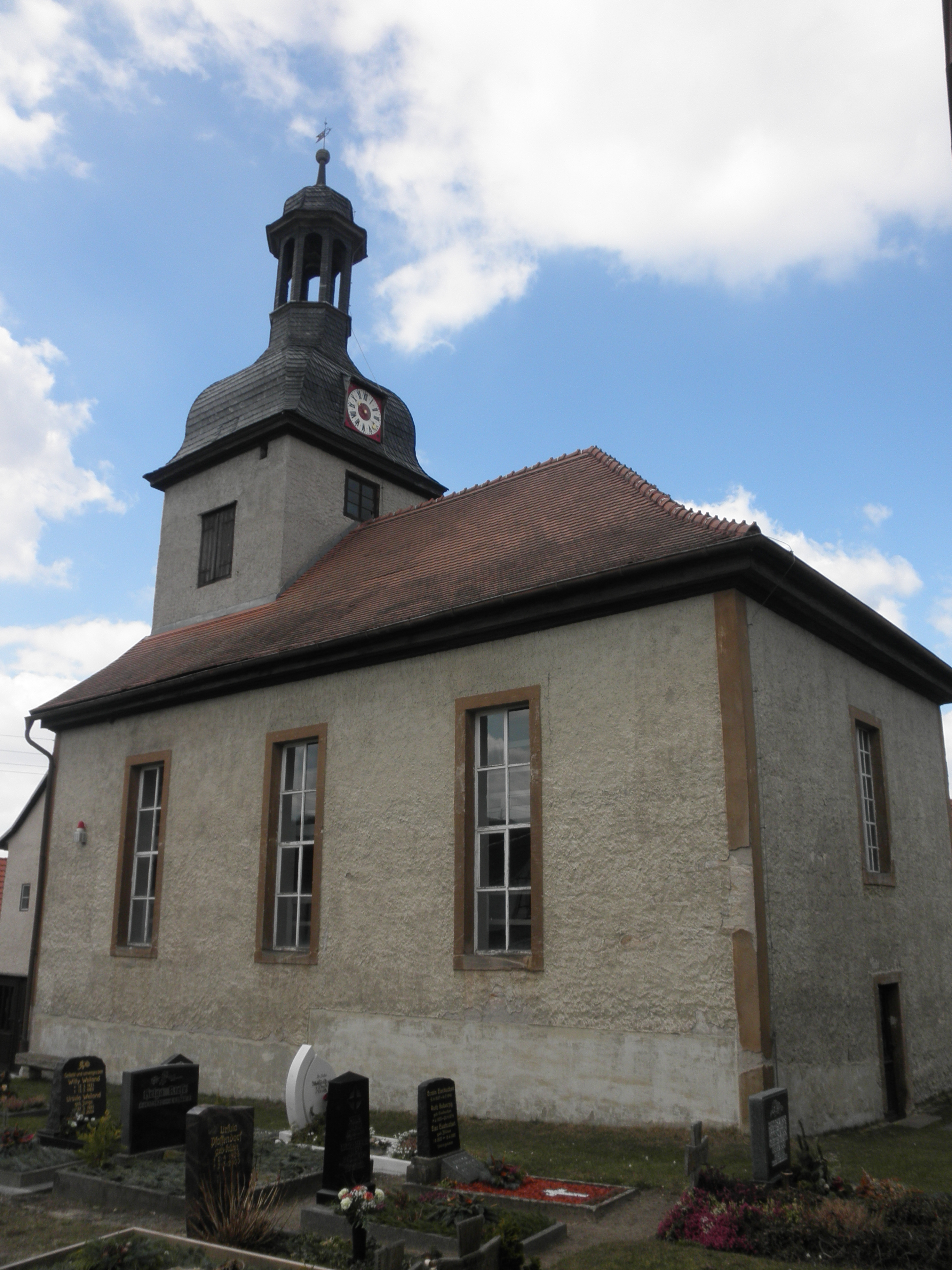
Kirche St. Ursula in Lindig

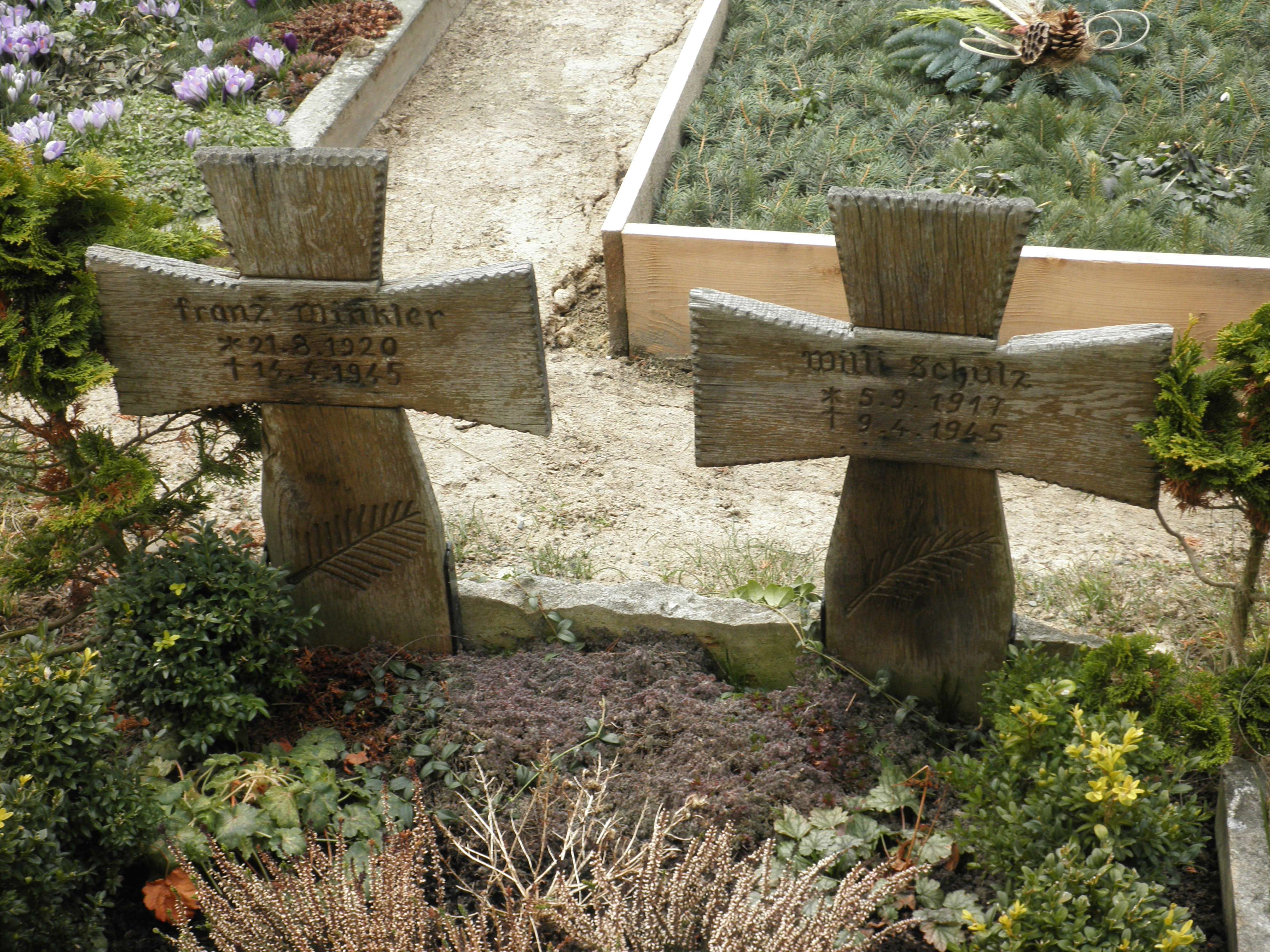
Soldatengräber auf dem Kirchhof von Lindig

| - 1806: 264 - 1842: 340 - 1890: 330 - 1933: 364 - 1994: 286 - 1995: 286 - 1996: 301 | - 1997: 305 - 1998: 309 - 1999: 301 - 2000: 285 - 2001: 291 - 2002: 293 - 2003: 296 | - 2004: 294 - 2005: 284 - 2006: 274 - 2007: 266 - 2008: 269 - 2009: 261 - 2010: 256 | - 2011: 237 - 2012: 236 - 2013: 241 - 2014: 243 - 2015: 244 - 2016: 245 - 2017: 247 | - 2018: 240 - 2019: 225 - 2020: 229 - 2021: 230 |

 Datenquelle: Thüringer Landesamt für Statistik

## Wappen
Wappenbeschreibung: „In Gold ein Ritter in stahlblauer Rüstung, der einem auf dem Rücken liegenden grünen Drachen eine schwarze Lanze in den Rachen stößt.“

## Sehenswürdigkeiten

### Dorfkirche St. Ursula
Die inmitten des Dorfes stehende Kirche (Lage→) wurde 1733–1735 errichtet. Sie ging aus einer älteren, am 1. Mai 1506 in handschriftlicher Eintragung („... zcu blintic in der kirche sandt ursulen“) in einem lateinischen Messbuch von 1486 erwähnten Kirche hervor, die baufällig und auch zu klein geworden war.
 In der Vorgängerkirche wurde 1580 die Kanzel hinter dem Altar errichtet. Schon 1586 erhielt die Kirche eine Glocke. Von 1605 bis 1608 wurde die Kirche renoviert. Eine weitere Glocke erhielt die Kirche 1636. Der alte Taufstein von 1649 wurde 1772 erneuert. Die neue, größere Kirche erhielt 1742 eine Orgel aus der Werkstatt von Justinus Ehrenfried Gerhard, die 1763 durch seinen Enkel, Johann Christian Adam Gerhard, erneuert wurde. Der Turm erhielt 1753 eine einfache Uhr. 1867 wurden die beiden alten Glocken in der Glockengießerei Apolda umgegossen. Das Kircheninnere sowie die Orgel wurden 1875 renoviert bzw. repariert.  1907 wurde die Kirche ausgemalt und mit einem Christusbild an der Kanzel und einem Landschaftsgemälde an der Orgelempore ausgestattet. Dem Ersten Weltkrieg musste die größere Bronzeglocken geopfert werden, sie wurde schon 1929 durch eine neue Glocke ersetzt, die jedoch im Zweiten Weltkrieg 1942 abgeliefert werden musste. Nach dem Krieg wurden Schäden am Turm, an den Fenstern und an der Turmuhr beseitigt. Am 17. Juli 1976 schlug ein Blitz in den Turm ein und verursachte Schäden, die erst 1984 repariert wurden. 1991 erhielt die Kirche ein neues Ziegeldach und der Turm eine neue Schiefereindeckung. 1996 wurde die Kirchturmuhr überholt und 1999 die Langhausdecke neu verputzt. Die letzte umfassende Sanierung des Kircheninneren erfuhr die Kirche 2001 bis 2006, und 2010 wurde die restaurierte Orgel wieder eingeweiht.

Eine Schnitzfigur der Namensgeberin, der Heiligen Ursula, mit dem Pfeil als ihrem ikonografischen Attribut und der Märtyrerkrone, befindet sich über dem Altar der Kirche. Bis 1905 lag die Figur mit zwei weiteren auf dem Dachboden, sie stammt von einem gotischen Schnitzaltar. Die Statue der Ursula wird von den beiden anderen Figuren flankiert: Die Heilige Odilia ist in Nonnentracht und mit zwei Augen auf dem Buch in ihrer Hand dargestellt, die andere Figur ist vielleicht die Heilige Dorothea. Darauf deutet die Blume in ihrer Hand hin, die vielleicht aber auch später hinzugefügt wurde.

Der mittschiffig eingezogene Turm trägt eine Schweifkuppel, gekrönt durch eine große Laterne mit einer Turmkugel und einer Wetterfahne.
In den ersten Jahren nach der Reformation bildeten Löbschütz und Lindig eine eigene Pfarrei. Sie wurde um das Jahr 1537 als Filiale Kahla zugewiesen.
Auf dem Kirchhof finden sich drei schlichte Holzkreuze über den Gräbern von deutschen Soldaten, die am 8., 12. und 15. April 1945 ums Leben kamen.

### Gedenkstätten

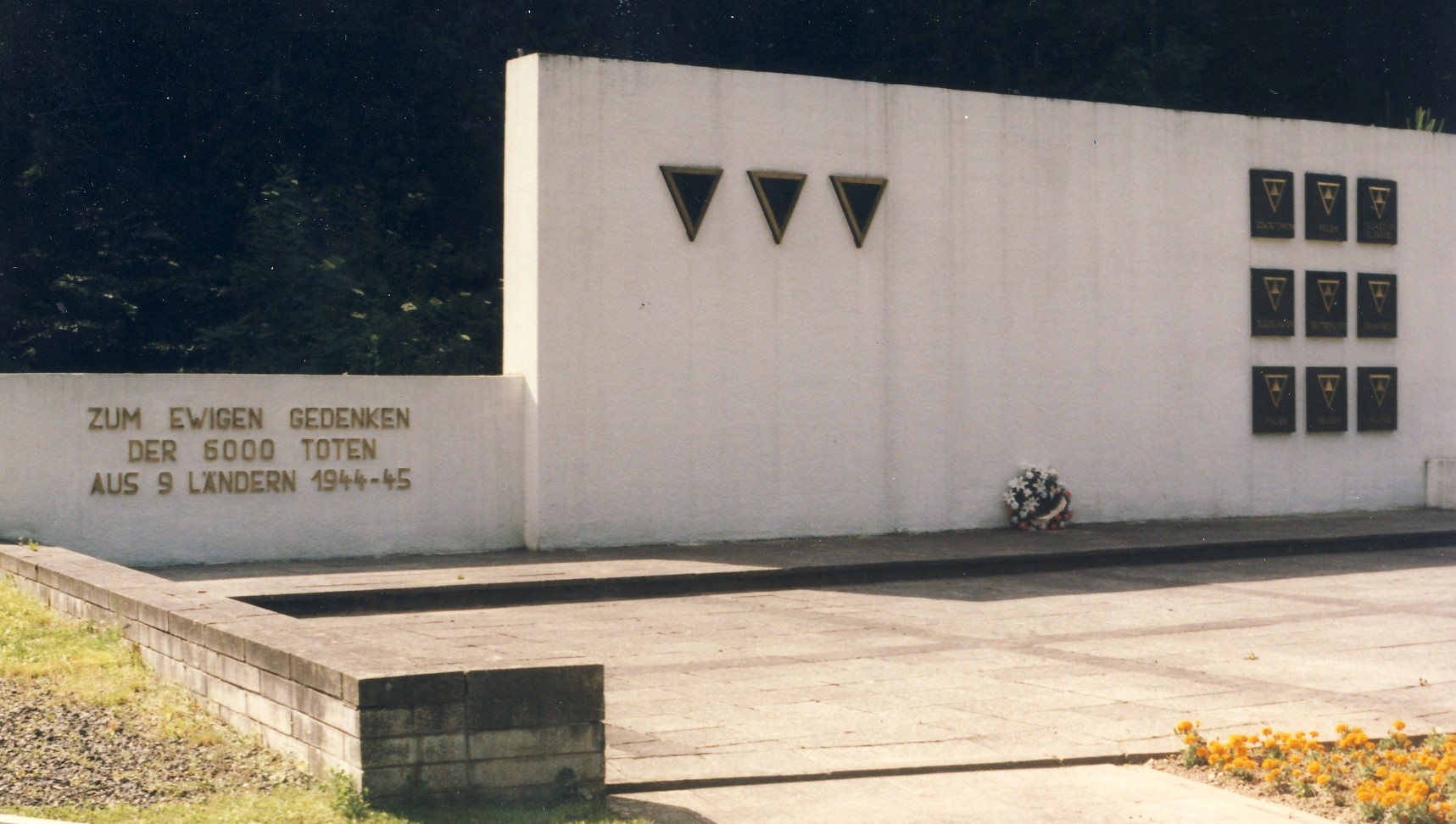
Gedenkstätte (von 1974) für Zwangsarbeiter im Leubengrund

Nahe dem Ort im Leubengrund (Lage→) erinnert seit 1974 ein monumentales Ehrenmal an die 6.000 Opfer von Zwangsarbeit für die Rüstungsproduktion der REIMAHG. Sie wurden im Zweiten Weltkrieg nach Deutschland verschleppt.

## Persönlichkeiten
- Justinus Ehrenfried Gerhard (~1710–1786), Orgelbauer
- Christian August Gerhard (1745–1817), Orgelbauer, Sohn von Justus Ehrenfried Gerhard
- Johann Christian Adam Gerhard (1780–1837), Orgelbauer, Sohn von Christian August Gerhard
- Siegfried Woitzat (1933–2008), deutscher Fußballspieler